# イクエイトリアル・スター
『イクエイトリアル・スター』（原題：The Equatorial Stars）は、ロバート・フリップとブライアン・イーノがフリップ&イーノ名義で2004年に発表したスタジオ・アルバム。当初はイーノの公式サイトとディシプリン・グローバル・モービルの公式サイトを通じて限定発売されていたが、2005年には一般発売された。

## 背景
フリップ&イーノ名義のスタジオ・アルバムとしては通算3作目で、『イヴニング・スター』（1975年）以来の作品に当たる。ただし、両名は1979年前後にも「ヘルシー・カラーズ」というタイトルの連作（1994年発売のベスト・アルバム『エッセンシャル・フリップ&イーノ』で発表された）を録音している。
曲名はいずれも星の名前から取られており、イーノがデザインしたジャケットには、フィリップス社の星座早見盤（本作制作当時はオクトパス・パブリッシング・グループが出版権を有していた）が引用されている。

## 評価
Sean Westergaardはオールミュージックにおいて5点満点中4点を付け「『イヴニング・スター』が『ノー・プッシーフッティング』から進化したのと同様、『イクエイトリアル・スター』は、両名が過去に共作してきた作品の要素をすべて維持しつつ、更なる前進を遂げた」と評している。また、Dominique Leoneはピッチフォークにおいて10点満点中7.8点を付け「何曲かはリズムが完全に排除されており、ハフラー・トリオやリチャード・シャルティエといった、クラスター&イーノ後のアーティストのサウンド・デザインに近い」「イーノの音作りは、彼が若き日にデジタルの研鑽を積んだ末の作品よりも温かみがあり、驚くほど彼が1970年代に残してきた作品との一貫性がある」と評している。

## 収録曲
全曲ともロバート・フリップとブライアン・イーノの共作。
1. メイサ - "Meissa" - 8:08
2. リラ - "Lyra" - 7:45
3. タラゼド - "Tarazed" - 5:03
4. ルプス - "Lupus" - 5:09
5. アンカ - "Ankaa" - 7:01
6. アルタイル - "Altair" - 5:11
7. テレベルム - "Terebellum" - 9:40